# Lipie (powiat kłobucki)
Lipie – wieś w Polsce położona w województwie śląskim, w powiecie kłobuckim, w gminie Lipie. 
Miejscowość jest siedzibą gminy Lipie.

## Historia
Liber beneficiorum Archidioecesis Gnesnensis Łaskiego podaje, że już w XVI wieku wieś należała do parafii Parzymiechy. Znajdowała się w obrębie dóbr dankowskich. W XVIII-XIX wieku przejęła od Dankowa rolę ich głównego ośrodka. W XIX wieku - siedziba gminy, wieś posiadała też własną szkołę początkową, dwa folwarki, gorzelnię; liczyła około 600 mieszkańców.
W latach 1954–1972 wieś należała i była siedzibą władz gromady Lipie. W latach 1975–1998 miejscowość należała administracyjnie do województwa częstochowskiego.